# Poste de traite du Lac-aux-Allumettes
Pour les articles homonymes, voir Lac aux Allumettes.
Le poste de traite du Lac-aux-Allumettes est un site patrimonial classé situé en bordure du lac aux Allumettes dans le hameau de Fort William dans la municipalité de Sheenboro au Québec (Canada).

## Histoire
De l'été 1611 au printemps 1612, à la demande de Samuel de Champlain, le truchement Nicolas Vignau, voyage par la rivière des Algoummequins (Algonquins). Après avoir séjourné quelque temps au lieu-dit Portage-du-Fort, il aurait passé l'été et l'automne 1611 ainsi que l'hiver et le printemps 1612 à l'Isle-aux-Allumettes, chez les Kichesipirinis pour y apprendre la langue.
En 1615, Samuel de Champlain remonte la rivière des Outaouais et passe par le lac Coulonge, le lac des Allumettes, puis par Mattawa, Lac Nipissing, la rivière des Français et le lac Huron pour se rendre en Huronie. Pierre de Troyes y passe en 1686, en route pour la Baie d'Hudson pour y déloger les Anglais et relate dans son journal que :

« Le quatrième may nous levâmes le picquet de très bonne heure, et arrivame au soleil levant au portage des grandes allumettes, distingué des petites allumettes, à cause d'une île dont le chenal du sud s'appelle les grandes allumettes, parce que le chenal est plus long mais aussi plus aisé à monter. Celui du nord porte le nom des petites probablement parce qu'il est plus court. Un R.P. Jésuite y passant autrefois, y oublia une boeste d'allumette qu'il portoit pour faire du feu, ce qui a donné aux voiageurs ce nom à cet endroit. »(frm) Chevalier de Troyes, « Journal de l'expédition à la baie d'Hudson », Les forts de l'Outaouais, Montréal, Éditions du jour,‎ 1975

En 1821, la Compagnie du Nord-Ouest fusionne avec la Compagnie de la Baie d'Hudson. Vers 1829, John McLean de la Compagnie de la Baie d'Hudson y installe un poste de traite. Le choix du lieu était fort judicieux puisqu’il servait aux Amérindiens qui descendaient les cours d’eau qui affluent vers l’Outaouais dans cette région. De 1830 à 1837, Nicholas Brown y fait commerce en vendant aux bûcherons, du matériel et des légumes. En 1844, le poste avait accaparé presque tout le commerce amérindien de cette partie de la rivière des Outaouais. En 1845, le bâtiment principal est construit. En 1846, Le chef du poste, Hector McKensie, construit sa maison, encore présente sur le site.
En 1836, devenu le lieu de rencontre des tribus amérindiennes et des missionnaires, une messe est célébrée sur le site. Une cinquantaine d'amérindiens sont présents. En 1838, on érige une croix dans le cimetière amérindien. En 1958, érection d'une nouvelle croix pour commémorer les morts.
De 1841 à 1864, la famille Perreault opère une taverne à l'intersection des chemins Sarah et Tripps. En 1848, lors de l'établissement du premier bureau de poste, Petites Allumettes devient Fort William, en mémoire de William McGillivray, directeur de la Compagnie du Nord-Ouest de 1804 à 1821. William devient le maître de poste, responsable d'acheminer la poste depuis Pembroke.
En 1854, on y construit un quai afin d'accommoder le bateau à vapeur.
En 1857, la Compagnie de la Baie d’Hudson y fait construire un magasin général et la chapelle Sainte-Thérèse qui s’élève un peu à l’écart des bâtiments de traite. Les Algonquins du nord y dressent leurs tentes pour profiter le plus possible du passage du missionnaire. Les amérindiens prenait le départ pour gagner leurs territoires de chasse du nord et y reviennent pour y faire commerce et profiter des services religieux.
À partir du début des années 1860, la traite des fourrures est fortement en déclin et est remplacée rapidement par l'industrie forestière. En mars 1869, la Compagnie de la Baie d'Hudson vend le site à John Poupore pour le compte de James McCool pour la somme de 3 000 dollars (850 acres et un mille de front sur la rivière des Outaouais). James McCool y construit un hôtel la même année. En 1896, construction de l'hôtel Pontiac. 
La veuve de James Mccool, Florence Miller opère le magasin jusqu'en 1985. Le magasin général est ensuite opéré par Lewis Miller, petit-fils de James McCool. Son fils Bob poursuit l'opération de l'hôtel. Aujourd'hui, on peut encore voir la maison du facteur, l'atelier du forgeron et l'église.
Le chenal du nord de l'île aux Allumettes ou Petites Allumettes porte maintenant le nom Chenal de la Culbute à cause de ses grands rapides situés dans la partie ouest. On y construit des écluses en 1873.
Le chenal du sud (45° 50′ 50″ N, 77° 04′ 57″ O) possède des rapides moins imposants et passe entre l'île Morrison (île de Tessouat) et l'île aux Allumettes.

## Intérêt patrimonial
Le poste de traite du Lac-aux-Allumettes est un site patrimonial classé par le ministère de la Culture et des Communications.